# Cyrtandra toreniiflora
Cyrtandra toreniiflora är en tvåhjärtbladig växtart som beskrevs av Brian Laurence Burtt. Cyrtandra toreniiflora ingår i släktet Cyrtandra och familjen Gesneriaceae. Inga underarter finns listade i Catalogue of Life.